# 남이 될 수 있을까?
Genie TV(지니 TV)의 오리지널 콘텐츠 작품인 《남이 될 수 있을까?》는 2023년 1월 18일부터 2023년 2월 23일까지 방송하였던 ENA의 수목 드라마 작품이었다.

## 기획 의도
아무리 이혼은 쉽고 도대체 이별은 어려운 이혼 전문 변호사들의 사랑과 인생 성장기.

## 제작진

### 극본
- 박사랑

### 연출
- 김양희 : 네이버TV 《고결한 그대》(연출), tvN 토일 드라마 《우리들의 블루스》(공동 연출) 연출

## 등장 인물

### 주요 인물
- 강소라 : 오하라 역

법률사무소 두황 소속 변호사이자 구은범의 이전 부인, 한 번의 이혼 후 다시금 인생의 동반자를 찾기 위해 고군분투 중이지만, 도무지 망나니 같은 이전 남편 구은범이 자신의 인생에서 도통 빠져줄 생각을 안한다.
- 장승조 : 구은범 역

법률사무소 두황 소속 변호사이자 오하라의 이전 남편, 이혼 후 그렇게 하라와 남이 되어 살다가 갑자기 다시 하라와 함께 일하던 사무실로 컴백해 자꾸만 평지풍파(?)를 일으키는 문제의 장본인.
- 조은지 : 강비취 역

법률사무소 두황 소속 변호사, 캘리포니아 교포 출신인 탓에 다소 개방적인 사고 방식과 스트레이트한 표현 방식을 가졌다. 누군가는 화끈하다고, 누군가는 맵다고 할 상여자.
- 이재원 : 권시욱 역

법률사무소 두황 소속 변호사, 시골 마을의 종갓집에서 5대 독자로 나고 자라 뼛속까지 보수적이다. 자칭 상남자지만 오히려 비취 눈에는 하남자(?).
- 전배수 : 서한길 역

법률사무소 두황의 (한량) 대표 변호사, 한 때는 그도 남들처럼 일에 미쳐 살았던 흔한 대한민국 K-가장이었지만 지금은 누구보다 열심히 놀며 열심히 방황 중.
- 길해연 : 홍여래 역

법률사무소 두황의 대표 변호사, 도대체 결혼은커녕 오히려 지금까지 한세상껏이나 만년싱글인지라, 비록 부양해야 할 가족은 없지만 한량같은 공동 대표 변호사 한길을 대신해 사무실 전체 살림과 운영을 도맡아 부양(?)하는 중이다.
- 무진성 : 민재겸 역

은범과 몇 년 전 주식 투자 동호회에서 만나 지인으로 발전한 사이, 훈훈한 외모와 완벽한 스펙에, 자로 잰 듯 세심한 매너까지 겸비했다.

### 그 외 인물
- 박정원 : 기서희 역

성원대학교 법과대학 법학과 교수.
- 김로사 : 전민경 역

이금대학교 로스쿨 LM 과정 교수. 기서희 교수의 대학 시절 은사.
- 신주협 : 성찬영 역

이금대학교 로스쿨 LM 과정 1학년 재학생.
- 민채민 : 지예슬 역

성원대학교 법과대학 법학과 3학년 재학생.

### 기타 인물
- 박용우 : 한도운 역

정영백의 손녀 정다울의 이모부. 정홍의 처갓댁 손윗동서. 나수진의 형부.
- 정유미 : 나수연 역

정영백의 손녀 정다울의 이모. 정홍의 처갓댁 처형. 나수진의 친정 언니.
- 남경읍 : 정영백 역

변호사 은범의 외숙부(정다울의 할아버지). 한때는 인천 제물포 어시장의 굴비 가게 대표 사업주. 작고한 아내는 김상원. 그리고 아들은 정홍. 며느리는 나수진.
- 김하경 : 김미향 역

변호사 은범이의 외삼촌 정영백의 막내 처제. 황로라와 정다울의 막내 이모할머니뻘. 자녀는 없으며, 성격의 온도(?)가 거듭 큰 차이(?)로 나는 탓에 결국 두번씩의 이혼을 하여 세번째 결혼을 하였고, 친정 큰 언니는 작고한 김상원.
- 황지아 : 황로라 역

변호사 은범이의 외삼촌 정영백의 외손녀딸. 아버지는 황남철. 어머니는 정지숙. 한때 부모를 따라 캐나다의 오타와로 유학 겸 이민을 다녀옴.
- 한주현 : 정다울 역

변호사 은범이의 외삼촌 정영백의 친손녀딸. 아버지는 정홍. 어머니는 나수진. 원숭이띠생인지라, 드디어 올해에 초등학교를 신입생으로 입학할 예정.
- 이지호 : 구은재 역

변호사 은범의 남동생(은별의 작은오빠). 송림대학교 대학원(경제학과)의 경제학 석사과정 1학년 재학생.
- 김주영 : 구은별 역

변호사 은범의 막내 여동생. 구마전문대학(치과기공과학과)을 나온 전직 치과기공사.

## 시청률
최저 시청률과 최고 시청률은 시청률 조사회사와 지역별로 시청률에 차이가 있을 수 있습니다.
| 2023년 | 2023년   | 2023년         | 2023년       | 2023년 |
| 회차   | 방송일   | AGB 시청률     | AGB 시청률   |        |
| 회차   | 방송일   | 대한민국(전국) | 서울(수도권) |        |
| ------ | -------- | -------------- | ------------ | ------ |
| 제1회  | 1월 18일 | 1.037%         | 1.299%       |        |
| 제2회  | 1월 19일 | 1.107%         | 1.311%       |        |
| 제3회  | 1월 25일 | 1.107%         | 1.331%       |        |
| 제4회  | 1월 26일 | 1.438%         | 1.762%       |        |
| 제5회  | 2월 1일  | 1.212%         | 1.379%       |        |
| 제6회  | 2월 2일  | 1.520%         | 2.045%       |        |
| 제7회  | 2월 8일  | 1.395%         | 1.862%       |        |
| 제8회  | 2월 9일  | 1.691%         | 2.176%       |        |
| 제9회  | 2월 15일 | 1.317%         | 1.789%       |        |
| 제10회 | 2월 16일 | 1.542%         | 2.013%       |        |
| 제11회 | 2월 22일 | 1.296%         | 1.874%       |        |
| 제12회 | 2월 23일 | 1.762%         | 2.198%       |        |

## 참고 사항
- 강소라와 이재원은 2014년 방송된 SBS 월화 미니시리즈 《닥터 이방인》 에 이어서 9년만에 재회하는 작품의 계기가 되었다.

- 장승조와 강소라는 2020년 개봉된 영화 《해치지않아》 이후 3년만에 재회하는 작품의 계기가 되었다.

- 당초 이 드라마의 연출은 손재곤 감독이 메가폰을 잡을 예정이었으나, 김양희 PD로 교체되었다.

- 전배수와 강소라는... tvN 주말 미니시리즈 《변혁의 사랑》 이후 8년만에 다시 한번 더 전격 재회하는 작품의 계기가 되었다.